# Де Толедо, Зои
Зои Михаэла де Толедо (англ. Zoe Michaela de Toledo; род. 17 июля 1987, Лондон) — британская гребная рулевая, выступавшая за сборную Великобритании по академической гребле в период 2005—2016 годов. Серебряная призёрка летних Олимпийских игр в Рио-де-Жанейро, чемпионка Европы, победительница и призёрка многих регат национального значения.

## Биография
Зои де Толедо родилась 17 июля 1987 года в Лондоне, Англия. В возрасте четырёх лет начала заниматься плаванием, но во время учёбы в школе в 2004 году по совету подруги решила перейти в академическую греблю, где, имея небольшой рост, могла исполнять роль рулевой. Позже проходила подготовку в гребной команде Оксфордского университета и в гребном клубе «Лендер» в Хенли-он-Темс.
Впервые заявила о себе в гребле на международной арене в 2005 году, выиграв бронзовую медаль в распашных рулевых восьмёрках на юниорском мировом первенстве в Бранденбурге.
В 2009 году в восьмёрках одержала победу на молодёжном чемпионате мира в Рачице. Попав в основной состав британской национальной сборной, выступила на взрослом чемпионате Европы в Бресте, где сумела квалифицироваться лишь в утешительный финал B и расположилась в итоговом протоколе соревнований на седьмой строке.
На европейском первенстве 2011 года в Пловдиве стала в той же дисциплине четвёртой.
В 2012 году побывала на чемпионате Европы в Варезе, откуда привезла награду бронзового достоинства, выигранную в восьмёрках.
На чемпионате мира 2013 года в Чхунджу стала в восьмёрках четвёртой.
В 2014 году на чемпионате Европы в Белграде выиграла серебряную медаль в восьмёрках, в той же дисциплине получила бронзу на двух этапах Кубка мира, в то время как на чемпионате мира в Амстердаме оказалась в финале шестой.
В 2015 году в восьмёрках заняла пятое место на европейском первенстве в Познани, стала бронзовой призёркой на двух этапах Кубка мира, тогда как на чемпионате мира в Эгбелете показала четвёртый результат.
Выиграв чемпионат Европы 2016 года в Бранденбурге, благополучно прошла отбор на Олимпийские игры в Рио-де-Жанейро. В составе экипажа, куда также вошли гребчихи Мелани Уилсон, Фрэнсис Хотон, Полли Суонн, Кейти Гривз, Джессика Эдди, Карен Беннетт, Оливия Карнеги-Браун и Зои Ли, в решающем финальном заезде восьмёрок пришла к финишу второй, уступив около двух с половиной секунд команде Соединённых Штатов, и тем самым завоевала серебряную олимпийскую медаль. Впервые в истории британским спортсменкам удалось получить олимпийскую медаль в данной дисциплине.
После Олимпиады в Рио-де-Жанейро де Толедо больше не показывала сколько-нибудь значимых результатов в академической гребле на международном уровне.